# Ministero della salute e della protezione sociale
Il Ministero della salute e della protezione sociale (in albanese Ministria e Shëndetësisë dhe Mbrojtjes Sociale) è un dicastero del governo albanese deputato alla gestione del sistema sanitario in Albania.
Il ministro in carica è Albana Koçiu dal 12 settembre 2023.

## Storia
Dopo la dichiarazione d'indipendenza albanese del 1912, la delega alla sanità nel governo provvisorio di Ismail Qemali fu affidata a Dhimitër Berati, delegato anche alla gestione della stampa. Con l'insediamento del principe Guglielmo di Wied la gestione del sistema sanitario fu inizialmente assegnata al Ministero dell'istruzione, guidato da Mihal Turtulli, e nel 1920, al congresso di Lushnjë, fu creata la Direzione generale della sanità sotto la direzione di Rifat Frashëri.
Nel 1944 il governo democratico albanese trasformò la Direzione generale della sanità in Ministero della salute con Ymer Dishnica come primo ministro.
Negli anni il ministero ha assunto diverse denominazioni in base alle sue funzioni:
- Ministero della salute e dell'ambiente (1992-1998);
- Ministero della salute (1998-2017);
- Ministero della salute e dell'assistenza sociale (dal 2017);[4]

## Ministri
| Ministro           | Mandato           | Mandato           |
| Ymer Dishnica      | 23 ottobre 1944   | 21 marzo 1946     |
| Medar Shtylla      | 22 marzo 1946     | 5 giugno 1955     |
| Ibrahim Dervishi   | 6 giugno 1955     | 24 settembre 1956 |
| Manush Myftiu      | 4 giugno 1956     | 6 febbraio 1958   |
| Taqi Skëndi        | 6 febbraio 1958   | 6 giugno 1961     |
| Ciril Pistoli      | 6 giugno 1961     | 21 novembre 1971  |
| Llambi Ziçishti    | 21 novembre 1971  | 17 maggio 1982    |
| Ajli Alushani      | 17 maggio 1982    | 19 febbraio 1987  |
| Ahmet Kamberi      | 20 febbraio 1987  | 21 febbraio 1991  |
| Sabit Brokaj       | 22 febbraio 1991  | 6 dicembre 1991   |
| Kristo Pano        | 18 dicembre 1991  | 13 aprile 1992    |
| Tritan Shehu       | 13 aprile 1992    | 14 gennaio 1994   |
| Maksim Cikuli      | 14 gennaio 1994   | 10 marzo 1997     |
| Astrit Kalenja     | 11 marzo 1997     | 24 luglio 1997    |
| Leonard Solis      | 25 luglio 1997    | 28 novembre 1999  |
| Gjergj Koja        | 28 novembre 1999  | 29 gennaio 2002   |
| Mustafa Xhani      | 22 febbraio 2002  | 29 dicembre 2003  |
| Leonard Solis      | 29 dicembre 2003  | 1º settembre 2005 |
| Maksim Cikuli      | 9 settembre 2005  | 1º marzo 2007     |
| Nard Ndoka         | 1º marzo 2007     | 23 luglio 2008    |
| Anila Godo         | 23 luglio 2008    | 16 settembre 2009 |
| Petrit Vasili      | 16 settembre 2009 | 27 giugno 2012    |
| Vangjel Tavo       | 27 giugno 2012    | 3 aprile 2013     |
| Halim Kosova       | 3 aprile 2013     | 14 settembre 2013 |
| Ilir Beqaj         | 15 settembre 2013 | 12 marzo 2017     |
| Ogerta Manastirliu | 13 marzo 2017     | 21 maggio 2017    |
| Arben Beqiri       | 22 maggio 2017    | 9 settembre 2017  |
| Ogerta Manastirliu | 13 settembre 2017 | 12 settembre 2023 |
| Albana Koçiu       | 12 settembre 2023 | in carica         |